# Gevherhan (córka Selima II)
Gevherhan (ur. 1544, zm. 1580    ) – księżniczka osmańska, córka Selima II Pijaka oraz Nurbanu. Siostra Murada III, wnuczka Roksolany i Sulejmana Wspaniałego.

## Życiorys
Sułtanka Gevherhan urodziła się w 1544 roku jako córka ówczesnego księcia Selima oraz jego nałożnicy Afife Nurbanu. Wychowywała się w Manisie, razem z rodzeństwem: Muradem, Fatmą, Ismihan oraz Şah. W 1565 roku wyszła za mąż za Piylale Paszę, urodziła dwie córki Fatmę i Ayşe. W 1565 roku ciotka Gevherhan – Mihrimah, nalegała na kampanię przeciwko Malcie, w której uczestniczyć miał mąż sułtanki – pasza Piyale, lecz za niezgodą Sulejmana i Selima pasza nie pojechał na wojnę, został przy żonie. Kiedy ku końcowi zbliżało się panowanie Sulejmana, Gevherhan razem z matką i siostrami przyjechały do Topkapı, gdzie cieszyły się ogromnym poważaniem i szacunkiem.
Gevherhan jak na swoje czasy i młody wiek była potężną sułtanką, razem ze swą siostrą – Ismihan Sultan. Dwa lata przed swoją śmiercią wyszła ponownie za mąż za Boyalı Mehmeda Paszę. Zmarła w Stambule w 1580 roku i została pochowana w Hagia Sophia.